# Саригін Василь Миколайович
Василь Миколайович Саригін (нар. 24 липня 1942) — радянський футболіст, півзахисник.

## Життєпис
Вихованець групи підготовки московського ЦСКА. У 1959 році поповнив склад дублюючого колективу армійців разом з Альбертом Шестерньовим. За наступні три сезони Саригін так і не зміг пробитися в основний склад і був відправлений за ігровою практикою в Серпухов.
У 1963 році повернувся в ЦСКА, але провів за сезон лише 6 матчів у Вищій лізі. Наступний сезон Василь провів в армійському клубі Одеси, де був стабільним гравцем основи. Команда, керована колишнім гравцем ВВС і ЦБЧА Віктором Федоровим, за підсумками сезону стала чемпіоном й пробилася у вищий дивізіон радянського футболу.
На початку 1965 року Василь Саригін отримав 2 роки позбавлення волі за активну участь в бійці в одному з одеських ресторанів (окрім нього в ній брали участь й інші гравці СКА, але ті відбулися легким переляком). До того ж був позбавлений звання Майстер спорту СРСР. Лише в 1967 році знову вийшов на поле в складі одеського клубу.
У 1971 році завершив кар'єру гравця в складі «Локомотива» з Оренбурга під керівництвом Владлена Решітька.